# Ribera Baja 1ra. Sección B
Ribera Baja 1ra. Sección B är en ort i Mexiko.   Den ligger i kommunen Jonuta och delstaten Tabasco, i den sydöstra delen av landet, 700 km öster om huvudstaden Mexico City. Ribera Baja 1ra. Sección B ligger 6 meter över havet och antalet invånare är 175.
Terrängen runt Ribera Baja 1ra. Sección B är mycket platt. Runt Ribera Baja 1ra. Sección B är det glesbefolkat, med 20 invånare per kvadratkilometer. Närmaste större samhälle är Jonuta, 3,1 km öster om Ribera Baja 1ra. Sección B. Omgivningarna runt Ribera Baja 1ra. Sección B är en mosaik av jordbruksmark och naturlig växtlighet.